# Île Sabrina (îles Balleny)
Pour les articles homonymes, voir Sabrina.
L'île Sabrina est le plus grand d'un groupe de trois petits îlots appartenant aux îles Balleny et situés à deux kilomètres au sud de l'île Buckle.
L'île Sabrina a reçu le nom du canot de l'Eliza Scott, la goélette commandée par John Balleny, lors de la découverte des îles en 1839.
Le 3 mars 1949, la 2e expédition antarctique française (TA 2) dirigée par Frank Liotard, qui avait vainement tenté un débarquement en Terre Adélie, parvient à prendre pied pour quelques heures sur l'île. 